# Kerri Smith
Kerri Smith (* in Moncton, New Brunswick, Kanada) ist eine kanadische Schauspielerin.

## Biografie
Ihren ersten Auftritt hatte Kerri Smith in einer Folge der kanadischen Fernsehserie Da Vinci’s Inquest im Jahr 2001, gefolgt von verschiedenen weiteren Rollen in kanadischen Fernsehserien, Fernseh- und Kinofilmen. Einem breiteren deutschsprachigen Publikum bekannt sein dürfte sie als Schwester Mary John in den von Tom Selleck verkörperten Jesse Stone Fernsehfilmen Totgeschwiegen (2006), Dünnes Eis (2009), Ohne Reue (2010) und  Verlorene Unschuld (2011).

## Filmografie
- 2001: Da Vinci’s Inquest (Fernsehserie, 1 Episode)
- 2001: Special Unit 2 – Die Monsterjäger (Special Unit 2, Fernsehserie, 1 Episode)
- 2001–2002: Cold Squad (Fernsehserie, 2 Episoden)
- 2003: Jeremiah – Krieger des Donners (Jeremiah, Fernsehserie, 1 Episode)
- 2004: Touching Evil (Fernsehserie, 1 Episode)
- 2004: Tru Calling – Schicksal reloaded! (Tru Calling, Fernsehserie, 1 Episode)
- 2006: Jesse Stone: Totgeschwiegen (Jesse Stone: Death in Paradise)
- 2006: The Shakespeare Comedy Show (Fernsehserie, 1 Episode)
- 2007: Involuntary Muscles (Fernsehfilm)
- 2009: Jesse Stone: Dünnes Eis (Jesse Stone: Thin Ice)
- 2010: The Front (Fernsehfilm)
- 2010: Jesse Stone: Ohne Reue (Jesse Stone: No Remorse)
- 2010: Degrassi: The Next Generation (Degrassi, Fernsehserie, 1 Episode)
- 2010: Flashpoint – Das Spezialkommando (Flashpoint, Fernsehserie, 1 Episode)
- 2011: Murdoch Mysteries (Fernsehserie, 1 Episode)
- 2011: Jesse Stone: Verlorene Unschuld (Jesse Stone: Innocents Lost)
- 2012: Cassidy
- 2015: Hard Rock Medical (Fernsehserie, 2 Episoden)
- 2018: Suits (Fernsehserie, 1 Folge)